# Roger Sperry
Roger Wolcott Sperry (West Hartford, 20 agosto 1913 – Pasadena, 17 aprile 1994) è stato un neuroscienziato statunitense.

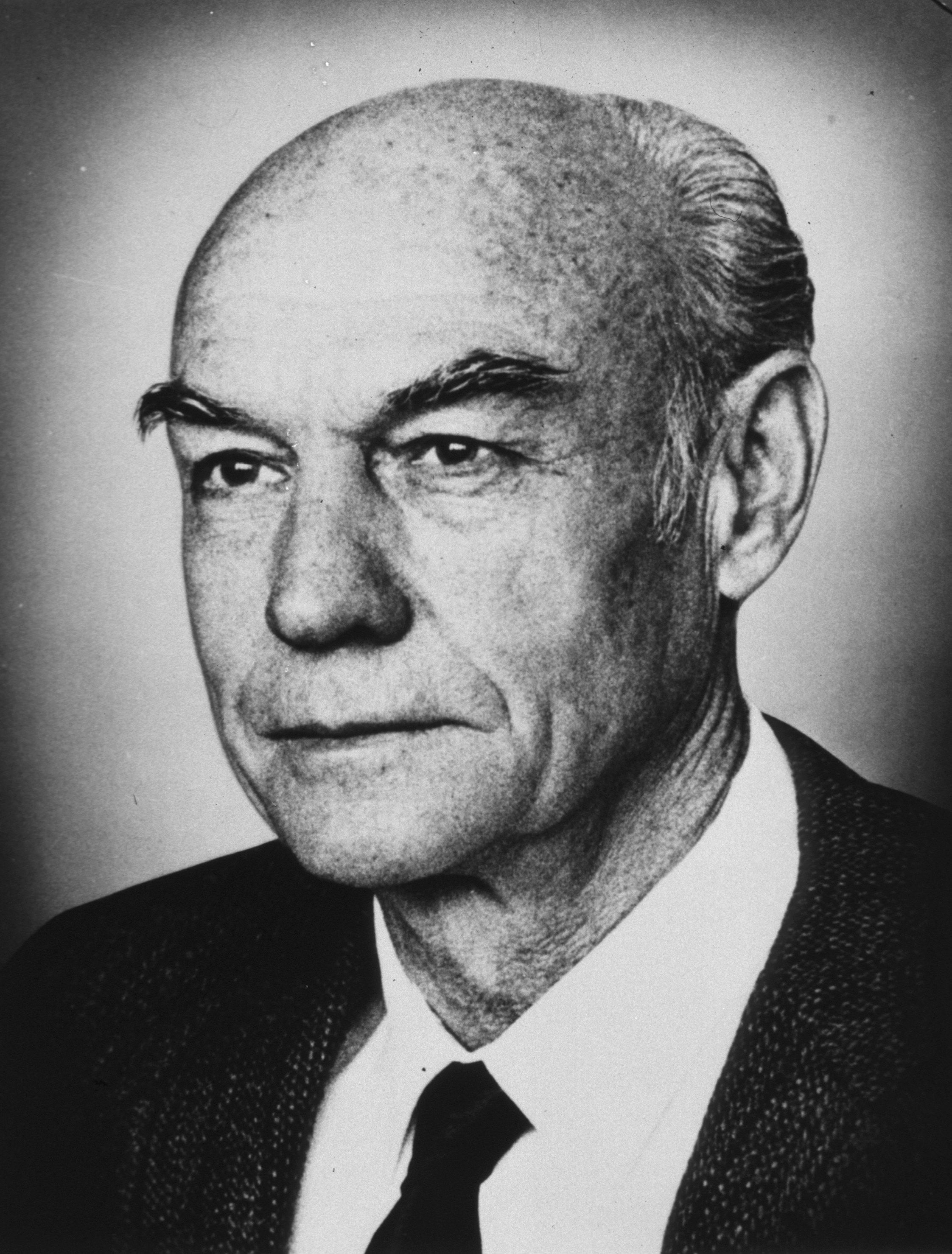
Roger Wolcott Sperry

Fu un neuropsicologo e neurobiologo fra i maggiori del Novecento, Premio Nobel per la medicina nel 1981 insieme a David Hunter Hubel e Torsten Nils Wiesel per le sue scoperte sulla specializzazione emisferica delle funzioni cognitive indagate in soggetti "split-brain", ovvero con rescissione del corpo calloso tale che i due emisferi cerebrali non comunicano più tra loro (cervello diviso).

## Biografia
Sperry nacque da Francis Bushnell e da Florence Kraemer Sperry. Suo padre era un banchiere e sua madre insegnante. Ebbe un fratello, Russell Loomis. Il padre morì quando Roger aveva 11 anni.
Roger ricevette il bachelor's in Inglese nel 1935 e il master's degree in psicologia nel 1937. Ricevette il Ph.D in zoologia all'Università di Chicago nel 1941. Sperry intraprese le ricerche di post-doc con Karl Lashley alla Harvard University.
Nel 1942 cominciò a lavorare allo Yerkes Laboratories of Primate Biology, alla Harvard University. Lasciò questa istituzione nel 1946 per divenire professore associato all'Università di Chicago. Nel 1952 divenne direttore della sezione di Malattie neurologiche e cecità del National Institutes of Health. Nel 1953 effettuò il primo studio di cervello diviso su un gatto. Nel 1954 accettò la posizione di professore al California Institute of Technology (Caltech) di Pasadena dove svolse i suoi più famosi esperimenti. Nel 1962 pubblicò nei «Proceedings of the National Academy of Sciences USA», insieme a Bogen e Gazzaniga, il primo resoconto delle indagini compiute su pazienti "split brain" (ossia che avevano avuto il corpo calloso, l'area del cervello che collega l'emisfero destro con il sinistro, reciso a scopo terapeutico per trattare l'epilessia), dando inizio a una ricca serie di indagini sulla specializzazione emisferica e lateralizzazione delle funzioni cerebrali.
Nel lavoro che lo condusse al premio Nobel Sperry e i suoi colleghi sottoposero questi pazienti operati di callosotomia a test neuropsicologici atti a indagare le singole funzioni degli emisferi cerebrali e scoprirono, diversamente da quanto era opinione comune, che ogni lato del cervello non solo presiede a specifiche funzioni, ma è dotato di una sua coscienza.
Ebbero conferma che l'emisfero sinistro è quello dei due che ha il dono della parola, com'era già noto, e che è dominante in tutte le attività che riguardano il linguaggio, l'aritmetica e l'analisi. Quello destro, seppure "muto" e capace solo di addizioni semplici (sembra poter contare più o meno fino a 20) è superiore al sinistro, fra l'altro, nella comprensione visuo-spaziale (per esempio leggere una mappa o riconoscere un volto). 
Finché questi pazienti vennero studiati, si dubitava che vi fosse una forma di coscienza nell'emisfero destro, che invece, afferma Sperry, è:
dunque, aggiunge:
Questa ricerca contribuì massicciamente alla comprensione della lateralizzazione delle funzioni cognitive. Nel 1989, Sperry ricevette la National Medal of Science.